# مسلاط نافذ
المِسْلاط النافذ (بالإنجليزية: Slide projector)‏ أداة بصرية تسمح بعرض الصور على سطح أبيض كبير المساحة (سواء كان جدارا أم شاشة خاصة). وقد بدأ استعمال هذه الآلة في الخمسينيات.